# غراهام دويل
غراهام دويل (بالإنجليزية: Graham Doyle)‏ (19 يناير 1974 بدبلن في جمهورية أيرلندا - ) هو لاعب كرة قدم أيرلندي في مركز الدفاع. لعب مع نادي بوهيميان ونادي شيلبورن ونادي كروسيدرز وهوم فارم ‏.

## وصلات خارجية
- غراهام دويل على موقع قاعدة بيانات كرة القدم.إي يو (الإنجليزية)